# Винс, Лидия Михайловна
Ли́дия Миха́йловна Винс (в девичестве Жарикова; 30 марта 1907, Благовещенск, Российская империя — 19 мая 1985, Элкхарт, Индиана, США) — христианская правозащитница, в 1970—1979 годах — председатель Совета родственников узников евангельских христиан-баптистов. Сотрудничала с советским диссидентским движением. Вдова расстрелянного в 1937 году баптистского миссионера Петра Винса, мать одного из руководителей протестантского подполья в СССР пастора Георгия Винса, бабушка советского политического диссидента, члена Украинской Хельсинкской группы Петра Винса.
В составе Совета родственников узников (Совета РУ) участвовала в оказании психологической и материальной помощи семьям христиан-заключённых, сборе и распространении сведений о религиозных преследованиях и арестах, написании обращений в органы власти об освобождении заключённых, возврате родителям-верующим отобранных детей, поддержании связи с советскими политическими диссидентами и международными правозащитными организациями, организации христианских молодёжных лагерей и другой деятельности правозащитного характера. По оценкам современников, именно Лидия Винс как председатель Совета РУ сыграла ключевую роль в его превращении в авторитетную правозащитную гражданскую организацию и преодолении изоляции баптистов в СССР.

## Биография

### Происхождение
Лидия Жарикова родилась 30 марта 1907 года в Благовещенске. Её мама Мария Абрамовна Жарикова (до замужества — Чешева) происходила из рода крестьян-молокан Тамбовской губернии Чешевых. Прадедушка Лидии, Пимен Чешев, в середине XIX века более года содержался в тюрьме из-за «отпадения» от православной церкви. Вместе с ним, также из-за молоканской веры, тюремное заключение отбывали девять его родных братьев. Один из братьев умер в тюрьме, остальных освободили после статьи, которую написал сидевший в тюрьме по политическим мотивам журналист: «Десять мужиков-молокан умирают в тамбовской губернской тюрьме за свою веру. Все они родные братья из деревни Липяги».
Сын Пимена Абрам (дедушка Лидии) в 1890 году переселился со своей семьёй на Дальний Восток, куда переезжали многие молокане, спасаясь от преследований. Абрам Чешев поселился в деревне Толстовка вблизи Благовещенска.
Отец Лидии Михаил Михайлович Жариков был рабочим на городской мельнице. Религиозное обращение он пережил незадолго до смерти. Михаил умер в 1916 году в возрасте 35 лет. У его вдовы Марии осталось на содержании пятеро детей. Мать, зарабатывавшая на жизнь шитьём одежды, и дети ютились в одной комнате.

### Молодость
В двенадцать лет Лидия приняла крещение в баптистской церкви, а в пятнадцать уже стала одной из учительниц воскресной школы при церкви. Школу посещали около 300 детей, занятия проходили каждое воскресенье.
В 1925—1927 годах Лидия училась во Владивостоке в медицинском техникуме. После занятий она работала в техникуме уборщицей, чтобы прокормить себя, заработать на одежду и обувь и оплатить место в общежитии. Она посещала воскресные собрания во Владивостокской церкви баптистов. В этот период она познакомилась с молодым пастором Петром Винсом — американцем российского происхождения, который приехал на Дальний Восток для миссионерского служения. Пётр и Лидия поженились, бракосочетание состоялось в июне 1927 года в Благовещенске. По свидетельству их сына, несмотря на все трудности, выпавшие впоследствии на долю Лидии, она никогда не жалела об этом выборе.
Единственный сын Петра и Лидии, Георгий, родился 4 августа 1928 года. Родители дали ему имя в честь друга семьи, духовного наставника Дальневосточного союза баптистов Георгия Ивановича Шипкова.
В 1929 году Петра Винса вызвали в ГПУ и предложили покинуть страну. Он попросил две недели на размышления. Дома Лидия сказала: «Уехать? А как же церковь, как же братство? Ведь это не только наш семейный вопрос. Как ты решишь, так и будет, я на всё согласна». В этот период Пётр получил приглашение от христианской миссии о миссионерской работе в Чехословакии, но решил остаться. Когда он сказал об этом, жена ответила: «Да, я хочу разделить с тобой все обстоятельства жизни и служения Богу». Пётр сдал в ГПУ свой американский паспорт и получил бумаги для оформления советского гражданства. Уже через полтора месяца его вызвали повесткой в ГПУ (с вещами) и отправили на три месяца в тайгу на принудительные работы.
В 1930 году Петра осудили за «антисоветскую религиозную деятельность». Пока он отбывал наказание, сотрудники ГПУ отобрали у Лидии Винс квартиру и имущество. Из-за фамилии мужа, хорошо известной в небольшом городе Благовещенске, Лидию долго не брали на работу. Однако благодаря одной христианке, работавшей бухгалтером, ей всё-таки удалось устроиться счетоводом. На этом месте Винс обучилась бухгалтерскому делу. Некоторое время она жила в доме матери, однако живший с ними брат Лидии, атеист и коммунист, требовал от неё отказаться от веры. Поэтому Лидия, устроившись на работу, была вынуждена снять комнату отдельно. Через два месяца после трудоустройства Лидию уволили по требованию ГПУ. Как жене арестованного священнослужителя, материальную и духовную помощь ей оказывала церковь.
В 1931—1933 годах на Дальнем Востоке был большой голод. Как жене арестованного служителя Лидии не выдавали хлебные и продуктовые карточки. В поисках заработка Лидия переехала в Уссурийск, где фамилию её мужа не знали. Здесь ей удалось устроиться младшим бухгалтером на железнодорожной станции. В этом месте она встретила мужа в 1934 году после его освобождения из лагеря.
Петра Винса вновь арестовали в 1936 году, обвинив в антисоветской деятельности под видом религиозной. В этот период он с женой и детьми жил в Омске. В январе 1937 года Петра судили, суд вынес оправдательный приговор в связи с отсутствием в его действиях состава преступления. Однако через несколько недель после освобождения он был опять арестован и по приговору тройки НКВД расстрелян 26 августа 1937 года.
Семье Петра о его расстреле не сообщили. Долгое время Лидия и Георгий считали, что он умер в лагерях. В 1963 году в Омском ЗАГСе им сообщили, что он скончался в 1943 году от сердечного заболевания. В августе 1995 года Георгию разрешили ознакомиться с уголовным делом отца, и тогда он узнал о расстреле.

### Зрелость
В 1941 году горсовет Омска предписал Винсам высылку в Тевризский район Омской области, как семье врага народа. На работе Лидии посочувствовали и отправили вместо высылки в длительную командировку в отдалённый филиал предприятия в посёлке Катышка Тюменской области. Вместе с Георгием и Лидией Винс туда поехали жившие с ними в Омске мать Лидии и двое детей её родного брата Петра, также расстрелянного за религиозные убеждения (его жена была осуждена на 10-летний срок и отбывала наказание на Колыме).
Через несколько месяцев после их отъезда, в декабре 1941 года, по бывшему месту их жительства в Омске пришли сотрудники НКВД с ордером на арест Лидии Винс. Убедившись, что она здесь больше не живёт, чекисты ушли ни с чем. Семья вернулась из Катышки в Омск в начале 1944 года. Лидия вместе с сыном стали посещать собрания Омской церкви баптистов, начавшей восстанавливаться после смягчения государственного курса в отношении религии. В 1946 году они переехали к родственникам в Киев, где они присоединились к Подольской церкви ЕХБ.
В начале 1960-х Георгий Винс влился в баптистское «инициативное» движение, противостоящее хрущёвской антирелигиозной кампании и конформизму руководства ВСЕХБ, став одним из организаторов и руководителей нелегального Совета церквей ЕХБ. В мае 1966 года в Москве у здания ЦК КПСС прошла массовая акция протеста евангельских христиан-баптистов. В числе арестованных после акции был Георгий Винс, как один из её соорганизаторов. После ареста сына Лидия Винс активно включилась в деятельность Совета родственников узников ЕХБ. В 1970 году её избрали председателем этой организации. О её деятельности в этом качестве подробно см. в разделе Правозащитная деятельность.

### В исправительных лагерях
Лидия Винс была арестована 1 декабря 1970 года в Киеве. Следствие длилось три месяца. В марте 1971 года её осудили по статьям 138 («нарушение законов об отделении Церкви от государства и школы от Церкви») и 187 («недонесение о преступлении») УК УССР. По существу её обвинили в подстрекательстве верующих к невыполнению законодательства о культах и в правозащитной деятельности в Совете родственников узников — особенно в том, что она ставила свою подпись под сообщениями правительству о фактах преследований верующих. Прокурор утверждал, что все факты были вымышлены и заявления носили клеветнический характер. Лидия Винс предложила вызвать в суд пострадавших в качестве свидетелей, однако суд отказался. Вместо пострадавших в качестве свидетелей на процессе выступили сотрудники исправительно-трудовых учреждений (когда речь шла о нарушениях против заключённых), сотрудники милиции (когда речь шла о разгонах богослужений), сотрудники городской администрации (когда речь шла о штрафах, превышавших размер месячной пенсии верующих).
Суд приговорил Лидию Винс к трём годам лишения свободы. Наказание она отбывала в женских колониях Харькова и Днепродзержинска. Во время её заключения другие члены Совета РУ продолжили правозащитную деятельность.
В женской колонии Днепродзержинска были сложные бытовые условия, а в медсанчасти отсутствовали лекарства, необходимые Лидии. Несмотря на это, врач отказалась принять необходимые медикаменты от родственников Винс. За год до конца срока Лидии предложили досрочное освобождение в обмен на публикацию статьи в лагерной газете от её имени о разочаровании в Боге. Лидия Винс отказалась и отбыла наказание до конца, выйдя на свободу 1 декабря 1973 года.

### Последние годы
Освободившись, Лидия Винс вернулась к своей деятельности в качестве председателя Совета РУ и занималась ей до своего отъезда в США. В 1979 году она выехала вместе с невесткой и внуками в Соединённые Штаты к сыну Георгию, которого перед этим лишили советского гражданства и выслали из СССР в группе советских диссидентов в порядке обмена на разоблачённых и осуждённых советских разведчиков.
В США Лидия Михайловна поселилась в Калифорнии, где была русская церковь, — отдельно от остальной семьи, обосновавшейся в штате Индиана. Решением Совета РУ ЕХБ она была избрана зарубежным представителем Совета. Несмотря на преклонный возраст и слабое здоровье, Винс много ездила по Америке и Европе. Здесь она встречалась с правозащитниками и выступала в различных общественных организациях в поддержку преследуемых в СССР верующих. Скончалась 19 мая 1985 года.

## Семья
Пережив заключения и последующую смерть мужа, Лидия Винс не вышла замуж повторно. Она самостоятельно воспитала сына Георгия. В 1952 году Георгий женился на баптистке Надежде Лазарук. В их браке родилось пять детей: Наталья, Пётр, Елизавета, Евгения, Александр. Значительную часть жизни Лидия Винс прожила вместе с ними, помогая воспитывать внуков.
Пётр Георгиевич Винс не унаследовал веру родителей. В 1970-х годах он присоединился к политическим диссидентам и вошёл в Украинскую Хельсинкскую группу. В 1978—1979 годах отбыл годичный срок в исправительно-трудовом лагере (формально осуждён за тунеядство). Все три дочери Георгия Винса, став взрослыми, участвовали в христианской миссионерской деятельности, в том числе в России и на Украине. Младший внук Лидии Александр преподаёт в США.

## Правозащитная деятельность

### Создание Совета родственников узников
Совет родственников узников (Совет РУ) евангельских христиан-баптистов возник как реакция на преследования в результате неформальных спонтанных общений родственников находящихся в местах лишения свободы христиан. Уже в 1963 году на одном из общений было составлено первое обращение в советское правительство с вопросом о законности преследований за религиозные убеждения. Сам Совет РУ был создан на Всесоюзном совещании родственников узников 23 февраля 1964 года. Было принято решение, что Совет РУ станет самостоятельной организацией, а не структурной единицей СЦ ЕХБ.
Уже через несколько месяцев после создания, весной 1964 года, нескольких активисток Совета РУ арестовали, одну из женщин поместили в психиатрическую больницу. В ответ Совет РУ инициировал массовую отправку писем из различных уголков в СССР в различные инстанции, вплоть до ООН, и вскоре женщины были освобождены.
Лидия Винс начала принимать активное участие в деятельности Совета РУ после ареста сына в мае 1966 года. В 1970 году Первый Всесоюзный съезд родственников узников избрал Винс председателем Совета. Деятельность Совета заключалась в оказании психологической и материальной помощи семьям христиан-заключённых, сборе и распространении сведений о религиозных преследованиях и арестах, ходатайствах в органы власти об освобождении заключённых, возврате родителям-верующим отобранных детей и прекращении других преследований, поддержании связи с советскими политическими диссидентами и международными правозащитными организациями, организации христианских молодёжных лагерей. Под руководством Лидии Винс Совет рассылал в правительства разных стран и иностранные религиозные организации «чрезвычайные сообщения» о новых фактах преследований. Кроме того, Совет РУ принимал участие в организации массовых акций протеста и демонстраций, а также снабжал информацией диссидентский бюллетень «Хроника текущих событий».
По воспоминаниям Наталии — старшей внучки Лидии Винс, с началом работы бабушки в Совете их дом стал прибежищем для преследуемых христиан и родственников заключённых. Люди приезжали даже ночью. Их оставляли на ночлег, выслушивали, с ними молились, составляли заявления в органы власти, давали практические советы.
Люди ехали в наш дом со всей Украины, Центральной России, Белоруссии, даже из Сибири. Тех, кто приезжал, нужно было приютить на два-три дня, помочь достать билеты на обратную дорогу, проводить на вокзал. Часто до десяти человек из других городов ночевало у нас в доме. Мы купили несколько раскладушек и матрасов, а когда и этого не хватало, уступали гостям свои кровати и спали на полу.

### Направления работы Совета РУ
|                                 |  |                                 |
| Обложка «Бюллетеня» в 1972 году |  | Обложка «Бюллетеня» в 1981 году |

С 1971 года Совет РУ начал выпуск собственного нелегального печатного издания — «Бюллетеня Совета родственников узников ЕХБ», он выходил почти каждый месяц (всего было выпущено более 140 номеров). В нём публиковались обращения и письма верующих-заключённых, их биографические данные, списки подвергшихся преследованиям, подробные сводки о преследованиях в различных регионах. Разделы «Бюллетеня» имели характерные названия: «Арестованы», «Осуждены», «Сводка ходатайств», «Ответы на ходатайства», «Протест на ответ», «Положение узников», «Разгоны богослужений с избиениями, штрафы, обыски и другие преследования», «Дискриминация верующих в праве на труд», «Дискриминация многодетных матерей», «Христиане в армии», «Разжигание вражды и ненависти против верующих».
По мнению историка Ирины Гордеевой, получение ответов от представителей власти на ходатайства играло важную роль в деятельности Совета РУ. Установка на «обратную связь» и диалог с властью «свидетельствовали о принципиальной открытости их правозащитной парадигмы, стремлении сформировать не только горизонтальные, но и вертикальные структуры доверия». Как отметила Гордеева, эта стратегия приносила иногда свои плоды в виде человечного отношения со стороны официальных лиц, досрочного освобождения и даже реабилитации заключённых, возможности встретиться и донести информацию о злоупотреблениях до представителей высшего руководства СССР и т. д.
В первые годы для Совета церквей Совет РУ был удобным инструментом для обличения злоупотреблений и преследований со стороны власти, однако в дальнейшем отношения между СЦ и Советом РУ стали напряжёнными. С одной стороны, по мнению Гордеевой, это было вызвано возросшей самостоятельностью, успехом и популярностью (в том числе за рубежом) Совета РУ, с другой — консерватизмом членов СЦ, раздражённых огромной ролью женщин в движении. Постепенно усугублялся конфликт между Лидией Винс и некоторыми членами СЦ, которые были близки к тому, чтобы распустить Совет РУ под предлогом чрезмерного увлечения политической, а не духовной деятельностью.

### Оценка деятельности
Лидия Винс оказала огромное влияние на протестантское подполье в СССР. Под её руководством Совет РУ стал авторитетной правозащитной гражданской организацией. По мнению многих современников, благодаря мужеству и организаторскому таланту Лидии Винс Совет приобрёл беспрецедентную популярность за рубежом и способствовал преодолению изоляции баптистов внутри Советского Союза.

## Комментарии
1. ↑  Термин «подполье» (религиозное, протестантское) широко используется различными авторами-историками применительно к деятельности нелегальных церквей евангельских христиан-баптистов. В частности, из материалов, перечисленных в разделе «Литература» данной статьи, он использовался в работах Т. К. Никольской, И. А. Гордеевой, Н. А. Бондаренко и других.
2. ↑  Годы жизни: 1927—2004[43].
3. ↑  О масштабах преследований евангельских христиан-баптистов в хрущёвско-брежневский период можно судить по статистике, обнародованной на Втором всесоюзном съезде родственников узников в Киеве 12 декабря 1970 года: начиная с 1961 года отбыло и отбывало сроки за религиозную деятельность 524 евангельских христианина-баптиста, из них 44 женщины. Восемь человек скончались или были замучены в заключении (широкую огласку получило дело Николая Хмары). Арестам на 15 суток за участие в богослужениях подвергся 391 человек, 390 детей верующих родителей были допрошены сотрудниками милиции и прокуратуры. Сумма штрафов с верующих за посещение и предоставление своих квартир для богослужений составила 94,2 тыс. рублей[31][46].
4. ↑  Создание органа защиты прав заключённых именно из родственников объяснялось их особым юридическим статусом — родственники имели право на представительство в суде и на свидания с заключёнными[48].

## Цитаты
1. ↑  Авторы книги «Женщины в евангельских общинах послевоенного СССР. 1940—1980-е гг. Исследование и источники» Надежда Белякова и Мириам Добсон: «Многие современники приписывали именно заслугам Лидии Михайловны ту беспрецедентную популярность, которую приобрёл Совет родственников за рубежом. Эта женщина, обладавшая колоссальным авторитетом, оказала огромное влияние на жизнь незарегистрированного братства. Её имя обязательно вспоминают в разных контекстах все лидеры СЦ ЕХБ[61].
2. ↑  Кандидат исторических наук, доцент кафедры истории России средневековья и нового времени РГГУ, автор ряда научных работ по истории гражданского общества в России Ирина Гордеева: «Под её руководством Совет родственников узников стал влиятельной гражданской организацией, борющейся за права человека: помимо ходатайств, он организовывал массовые уличные акции и демонстрации, систематически передавал информацию о преследованиях верующих в диссидентскую ХТС. Особенно эффективной правозащитная деятельность баптистов стала после подписания Хельсинкских соглашений»[62][53].
3. ↑  Доктор философии, профессор кафедры истории церкви и миссии Меннонитской библейской семинарии в Элкхарте, Индиана Вальтер Заватски: «Она демонстрировала несгибаемое мужество, организаторский талант и способность использовать мировое общественное мнение»[63][30].
4. ↑  Правозащитница Людмила Алексеева: «Г. Винс организовал заграничное представительство Совета Церквей ЕХБ в США, в штате Индиана. Лидия Михайловна Винс стала зарубежным представителем Совета родственников узников ЕХБ. Задача их совместного представительства — оперативно информировать западную общественность и правительства Хельсинкских стран о положении баптистов в СССР, организовывать помощь с Запада гонимым верующим и общинам. Многолетняя правозащитная деятельность баптистов способствовала выходу их из изоляции и внутри страны, их контактам с правозащитниками, что в силу специфики советских условий было, может быть, не менее трудно, чем преодолеть международную дезинформацию»[64].